# Cliffortia hirsuta
Cliffortia hirsuta är en rosväxtart som beskrevs av Christian Friedrich Frederik Ecklon och Zeyh.. Cliffortia hirsuta ingår i släktet Cliffortia och familjen rosväxter. Inga underarter finns listade i Catalogue of Life.